# サルベージ・マイス
『サルベージ・マイス』は、2011年製作の日本映画。谷村美月演じる怪盗を主人公とした、田﨑竜太監督によるアクション映画である。10月22日に広島先行公開。2012年3月24日から新宿バルト9を皮切りに全国順次公開。

## 概要
広島オールロケによる痛快世直しエンターテイメントと銘打ち、田﨑竜太がメガホンを取った。田﨑にとっては通算10作目の劇場用作品にして、『sh15uya』以来通算2作目の完全オリジナル作品である。田口恵が脚本、西冬彦がプロデューサー兼アクション監督を担当した。
主演は、これがアクション初挑戦となる谷村美月。かつて不当に奪われた美術品を救い出し本来の場所に戻すことを目的とした窃盗を繰り返すサルベージ・マイス役を演じる。自警団を率いて得意の空手を駆使して広島の治安を守ることに情熱を燃やす美緒役を、オーディションで600人余りの中から選出された現役女子高生空手家である長野じゅりあが演じて、映画デビュー。
広島ホームテレビが映画・ドラマの製作に関わるのは『西部警察PART-II』以来30年ぶりで、T・ジョイ東広島、広島バルト11、T・ジョイ博多の3劇場にて、世界初と銘打った生中継予告編が独占公開されたことも話題になった。
キャッチコピーは「正義、盗らせていただきます。」。

## ストーリー
広島をこよなく愛する女子高生の美緒(長野じゅりあ)は自警団「広島クリーンズ」団長として、広島市街のゴミ拾い等のボランティアを行っている。時には得意の空手を駆使して、街を荒らすチンピラ共を撃退することもあった。ここ最近、高額の美術品窃盗事件が頻繁に起こっていた。持ち前の広島愛と熱い正義感から窃盗事件を解決しようと行動を起こす美緒の前に、ミステリアスな女性･真唯(谷村美月)が現れる。半ば強引に広島案内を頼まれた美緒は、真唯を色々な場所に連れて行く。そうする内2人の間に次第に友情が芽生えて行くが、実は真唯こそが美緒が追っていた指名手配中の“怪盗”マイスであった。
マイスはかつてマリク（佐藤祐基）とのコンビで「サルベージ・マイス」として、理不尽に奪われた美術品を奪い返し本来の持ち主の元に戻す活動をしていた。だが欲に溺れたマリクに裏切られた上、“怪盗”として指名手配されてしまうハメに。マイスを裏切ったマリクは、米国人のネイサン率いる窃盗グループと手を組み、彼等と共に美術品窃盗を繰り返していた。
そのマイス、美緒、マリク等窃盗グループが、宝「燕雀の壷」を巡って広島ホームテレビの社屋内で三つ巴の大立ち回りを繰り広げる。

## キャスト
- 谷村美月：有栖川真唯 - 本作の主人公でサルベージ･マイス。マリクの裏切りと策略で指名手配された、正義感が強い現代の義賊。広島で美緒と出会う。22歳。
- 長野じゅりあ：宇佐木美緒 - 本作のもう一人の主人公で広島クリーンズの団長。広島愛が人一倍強く、空手が得意な女子高生。クリーンズメンバーの竹丸に密かに思いを抱く。
- 長田成哉：竹丸誠悟 - 広島クリーンズのメンバー。平和主義者で、頭に血が上りやすい美緒を諌める。戦闘能力はイマイチで、マイスが窮地に陥るきっかけを作った。
- 佐藤祐基：マリク - マイスの元相棒。欲に溺れてマイスを裏切り、窃盗グループと手を組む。
- リチャード・ウィリアム・ヘセルトン：ネイサン - 窃盗グループの米国人ボス。会話は英語だが、何故か日本語の四文字熟語を持ち出す癖がある。威圧的な上、空手も凄腕。
- 飛松陽菜：ダーム - 窃盗グループの一味。フード姿の金髪少女。足技主体の空手を駆使し、美緒とホームテレビ社屋内で大立ち回り。
- 横山一敏：アリスガーデンのチンピラ。
- 武田一馬：窃盗グループの一味。
- 松浦佐知子：山重 - 老人ホームに勤務する介護ヘルパー。マイスの活動に理解を示している。
- 児玉美智子：世良さん - マイスが奪い返した美術品の持ち主。
- キムテツ（メインディッシュ）：江波 - 広島クリーンズのメンバー。
- 塩谷正蔵（フリータイム）：比治山 - 広島クリーンズのメンバー。
- 古島拓大（フロントライン）：皆実 - 広島クリーンズのメンバー。
- 宍戸開：迫谷銀次朗 - 美緒達クリーンズ行きつけのお好み焼き屋「ふうりん」店長。年季の入ったカープ帽がトレードマーク。

## スタッフ
- 監督：田﨑竜太
- 脚本：田口恵
- プロデューサー・アクション監督：西冬彦
- 製作：大辻茂、重村博文、倉内均
- エグゼクティブプロデューサー：戸崎和良、紀伊宗之
- プロデューサー：田原絹子、小川勝広、若林雄介
- 音楽：安川午朗
- 主題歌：「BIONIC CHERRY｣ももいろクローバーZ
- 挿入歌：「CONTRADICTION｣ももいろクローバーZ(予告編のみ流れる)
- 撮影：小松高志
- 照明：藤森玄一郎
- 録音：久連石由文
- 美術：龍田哲児
- アクションコーディネーター：永嶋美佐子
- 編集：相良直一郎
- ポストプロダクションプロデューサー：篠田学
- 音響効果：松浦大樹
- キャスティング：山口正志、安生泰子
- 助監督：塩崎遵、山本大輔
- VFXスーパーバイザー：大萩真司
- 稽古協力：勇志会空手道
- 美術協力：ソフトバンク
- 宣伝プロデューサー：南野修一
- 製作：広島ホームテレビ、キングレコード、アマゾンラテルナ
- 制作プロダクション：アマゾンラテルナ、ダブ
- 後援：財団法人 広島県観光連盟、広島市
- 宣伝：プレシディオ
- 配給：ティ・ジョイ

## エピソード
- 2011年5月12日に製作発表会見が広島ホームテレビ本社にて行われ、谷村美月、田﨑竜太監督、プロデューサー兼アクション監督の西冬彦、ホームテレビ常務でエグゼクティブ・プロデューサーの戸崎和良が出席。会見時のタイトルは、“怪盗マイス(仮)”であった。
- 西プロデューサーは広島発アクション映画の企画立案のきっかけとして、かつて『少林サッカー』と『マッハ!!!!!!!!』を買い付け日本公開させた立役者であったバイヤー時代を振り返り、世界各国の映画祭を飛び回る内に「世界で一番求められているのは、アクション映画だということが分かった。あれには言語は要りませんからね」。広島で撮る事を決めた経緯についても、「『西部警察』や『仁義なき戦い』が大ヒットを記録した過去がある広島で、世界に発信する映画を作りたい」と、『西部警察』に製作協力して高視聴率を記録した実績を持つ広島ホームテレビに企画を持ちかけたとのこと。
- 同年5月22日にT・ジョイ東広島、広島バルト11、T・ジョイ博多の3劇場にて世界初と銘打った生中継予告編が上映された。当初はいずれも『パイレーツ・オブ・カリビアン/生命の泉』上映前に公開される段取りであったが、機材トラブルから音声しか流れず失敗。『パイレーツ～』上映後に仕切り直し的に上映した。
- 長野じゅりあ、田﨑監督、西プロデューサー、長田成哉(初日のみ)は広島先行公開初日、2日目の2日間かけて広島県内上映館全7館の舞台挨拶に登壇。その度に長野は空手パフォーマンスを披露した。
- 2012年6月27日にリリースされたDVD&BDの初回限定盤には、長野手書きのサイン入りカードが全て封入されている。

## 主要ロケ地
- 広島城
- 広島平和記念公園
- 原爆ドーム
- 広島市現代美術館
- ガラスの里
- 呉市下蒲刈島
- 広島観音マリーナ
- 広島観音マリーナ海浜公園
- 千田公園
- タカノ橋商店街
- NTTクレド基町ビル(通称・基町クレド)
- 広島市西新天地公共広場(通称・アリスガーデン)
- 広島港
- 広島電鉄
- 広島ホームテレビ